# Wálter Roque
José Wálter Roque Méndez (6 marca 1937, zm. 30 grudnia 2014) – piłkarz urugwajski noszący przydomek Cata, napastnik (lewoskrzydłowy). W późniejszym okresie, po zakończeniu kariery zawodniczej, trener.
Roque karierę piłkarską rozpoczął w 1950 roku w klubie CA Bella Vista, gdzie grał do 1953 roku. W 1954 roku został graczem klubu Rampla Juniors.
Jako piłkarz klubu Rampla Juniors wziął udział w turnieju Copa América 1956, gdzie Urugwaj zdobył tytuł mistrza Ameryki Południowej. Roque zagrał we wszystkich pięciu meczach – z Paragwajem (zdobył bramkę), Peru, Chile, Brazylią i Argentyną.
Nadal jako piłkarz klubu Rampla Juniors wziął udział w turnieju Copa América 1957, gdzie Urugwaj zajął czwarte miejsce. Roque zagrał we wszystkich sześciu meczach – z Ekwadorem, Kolumbią, Argentyną, Peru, Brazylią i Chile (zdobył bramkę).
W Rampla Juniors Roque grał do 1957 roku, po czym w 1958 roku przeniósł się do Argentyny, by grać w drużynie Atlanta Buenos Aires.
W 1963 roku wrócił do ojczyzny i został graczem klubu Club Nacional de Football, a następnie grał w drużynie w Danubio FC. Na zakończenie kariery piłkarskiej występował w kolumbijskim klubie Cúcuta Deportivo. Roque miał opinię gracza szybkiego i ostro strzelającego z każdej pozycji.
Od 21 stycznia 1956 roku do 14 lipca 1957 roku Roque rozegrał w reprezentacji Urugwaju 15 meczów i zdobył 2 bramki.
Po zakończeniu kariery piłkarskiej Roque przeniósł się do Wenezueli, gdzie został trenerem klubu Club Aragua w mieście Maracay. W 1971 roku doprowadził klub Valencia FC do tytułu mistrza Wenezueli. W 1973 ponownie prowadzony przez niego zespół zdobył mistrzostwo Wenezueli – tym razem był to klub Portuguesa Acarigua.
Później pracował w wielu innych klubach wenezuelskich, jak Galicia Caracas, Estudiantes Mérida, Atlético San Cristóbal, Táchira San Cristóbal, UA Maracaibo i Carabobo Valencia. Jako trener zdobył 5 tytułów mistrza Wenezueli – do dziś tylko Orlando Fantoni może pochwalić się takim samym osiągnięciem.
Był trenerem reprezentacji Wenezueli, kierując zespołem podczas turniejów Copa América 1975 i Copa América 1983, w eliminacjach do finałów mistrzostw świata w 1982 roku, w Igrzyskach Olimpijskich w 1980 i eliminacjach do Igrzysk Olimpijskich w 1984 roku. Był także trenerem reprezentacji Boliwii oraz boliwijskich klubów – Club Blooming i Oriente Petrolero.